# Ruud van Nistelrooij
Rutgerus Johannes Martinus van Nistelrooij, detto Ruud (ryt vɐn ˈnɪstəlroːɛi, ; Oss, 1º luglio 1976), è un allenatore di calcio ed ex calciatore olandese, di ruolo attaccante.
Considerato uno degli attaccanti più forti della propria generazione, è il primatista di reti con la maglia del Manchester United nelle competizioni europee; grazie ai sessanta gol segnati in Champions League, rientra anche tra i primi dieci marcatori delle competizioni UEFA.
Nel marzo del 2004 è stato inserito da Pélé nel FIFA 100, una speciale lista dei migliori calciatori viventi in quel momento.

## Biografia
Nel 2004 si sposa con Leontien Slaats e dalla loro unione nel 2008 nasce Liam, che ha seguito le orme del padre iniziando a giocare come centrocampista nelle giovanili del PSV con il cognome della madre.

## Caratteristiche tecniche

### Calciatore
Centravanti dal vasto repertorio tecnico e notevolmente efficace sotto porta (sia di testa che con entrambi i piedi), Ruud van Nistelrooij coniugava ottime doti fisiche, movenze raffinate e rare doti tecniche. Veloce, elegante, abile nel gioco aereo: è stato talvolta accostato al connazionale Marco van Basten. È reputato uno dei migliori calciatori della sua generazione.

### Allenatore
Predilige il modulo 4-2-3-1, con cui fa un calcio offensivo tenendo le ali larghe.

## Carriera

### Giocatore

#### Club

##### Gli inizi, PSV Eindhoven
I primi passi da professionista li mosse con la squadra di seconda divisione olandese del Den Bosch, dove restò fino al 1997, con 69 partite e 17 gol. In seguito passò al Heerenveen. Qui trascorse una buona stagione e cominciò a farsi notare (31 incontri e 13 gol). Nel 1998 fu acquistato per 6 milioni di euro dal PSV Eindhoven, una delle migliori squadre olandesi. Anche qui riuscì a segnare molte reti e a rendersi decisivo in numerose occasioni, divenendo ben presto il pezzo pregiato del club di Eindhoven, che grazie ai suoi 75 gol in 3 anni vinse 2 campionati e 2 Supercoppe dei Paesi Bassi.

##### Manchester Utd

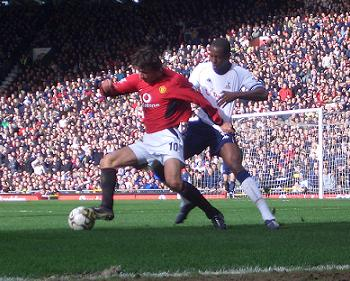
van Nistelrooij in azione con la maglia del Manchester United

Nel 2000 il PSV cedette il calciatore al Manchester United per 28 milioni di euro. Poco dopo la formalizzazione dell'accordo, però, il giocatore si ruppe i legamenti crociati durante un allenamento e il contratto fu annullato. Il trasferimento a Manchester avvenne l'anno successivo, dopo l'esito positivo delle visite mediche. Con lo United vinse la Premier League e la Supercoppa nel 2003, la Coppa d'Inghilterra nel 2003-2004 e la Coppa di Lega nel 2005-2006. Nel 2002-2003 fu, con 25 reti, anche capocannoniere di Premier League, come negli anni della Eredivisie, di cui era stato il miglior marcatore in due stagioni.
Con il Manchester arrivò per van Nistelrooij la consacrazione a talento di fama mondiale e un posto tra i più forti attaccanti del mondo. È stato il più veloce calciatore del Manchester a raggiungere quota 100 gol, dato che c'è riuscito solo in 2 stagioni e mezzo, con una media di circa un gol a partita. È stato anche per due anni di fila capocannoniere della UEFA Champions League (nel 2001-2002 con 10 gol e nel 2002-2003 con 12 gol). La sua annata migliore fu il 2002-2003 (segnò 44 gol stagionali). Si classificò 6º nella classifica del Pallone d'oro 2003, vinto dallo juventino Pavel Nedvěd.
Il 30 maggio 2005 espresse la volontà di lasciare la società per incomprensioni con l'allenatore Alex Ferguson. Ciononostante rimase un'altra stagione a Manchester, arrivando secondo nella classifica dei cannonieri, preceduto da Thierry Henry. In questa occasione, però, sorse un'altra polemica, visto che Ferguson tenne l'olandese in panchina per le ultime 7 partite, consentendo ad Henry di superarlo per numero di gol. L'esclusione dalla finale della Coppa di Lega inglese e le continue polemiche con l'allenatore scozzese lo portarono a chiedere alla società di essere messo sul mercato.

##### Real Madrid

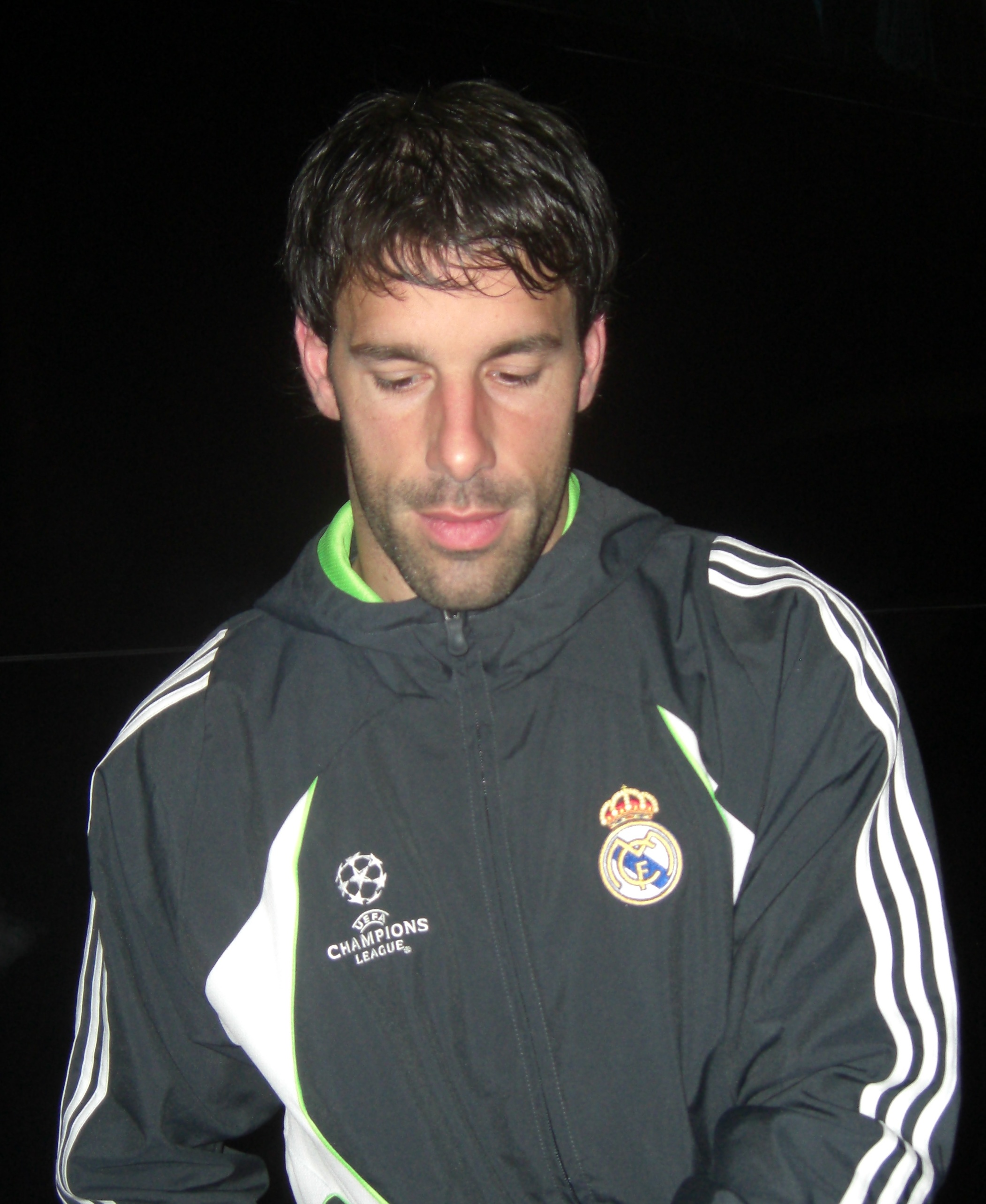
van Nistelrooij con la tuta del Real Madrid

Il 27 luglio 2006 si trasferisce al Real Madrid per 15 milioni di euro. Va a segno con la nuova squadra già alla seconda giornata della Primera División spagnola, realizzando una tripletta. Alla fine della sua prima stagione in Spagna segna 25 reti, sfiorando la vittoria della Scarpa d'oro (conquistata da Francesco Totti, autore di una sola rete in più), complice anche l'infortunio subito nell'ultima partita contro il Maiorca. Alla sua prima stagione nella capitale spagnola van Nistelrooij ha vinto Liga e titolo di Pichichi. Ha inoltre eguagliato il primato di Hugo Sánchez, segnando in sette partite consecutive con il Real Madrid.
Il 9 gennaio 2008 firma il rinnovo del contratto, in scadenza il 30 giugno dello stesso anno, fino al 2010, con l'opzione di prolungamento annuale. Infortunatosi a marzo 2008, torna in campo, dopo l'operazione alla caviglia, il 7 maggio 2008, nella partita contro il Barcellona, contro cui va a segno su calcio di rigore. Alla fine della stagione 2007-2008 i suoi gol sono 20 in 32 presenze.
Dopo aver segnato 7 gol in 10 presenze nella stagione 2008-2009, nel novembre 2008 si infortuna al ginocchio destro e rimane inattivo per 6-8 mesi.

##### Amburgo, Malaga e ritiro
Il 23 gennaio 2010 firma un contratto di diciotto mesi, in scadenza il 30 giugno 2011, con l'Amburgo, squadra della Bundesliga tedesca. Nella prima partita disputata Ruud realizza una doppietta contro lo Stoccarda.
Il 2 giugno 2011 ritorna in Spagna firmando per il Malaga. Fa il suo debutto nel campionato spagnolo il 28 agosto nella sconfitta per 2-1 contro il Siviglia e segna il suo primo gol il 1º ottobre nella vittoria per 3-2 contro il Getafe. Viene nominato miglior attaccante del decennio 2001-2011 dal IFFHS con 86 gol. Il 14 maggio 2012 annuncia il suo ritiro dal calcio giocato.

#### Nazionale

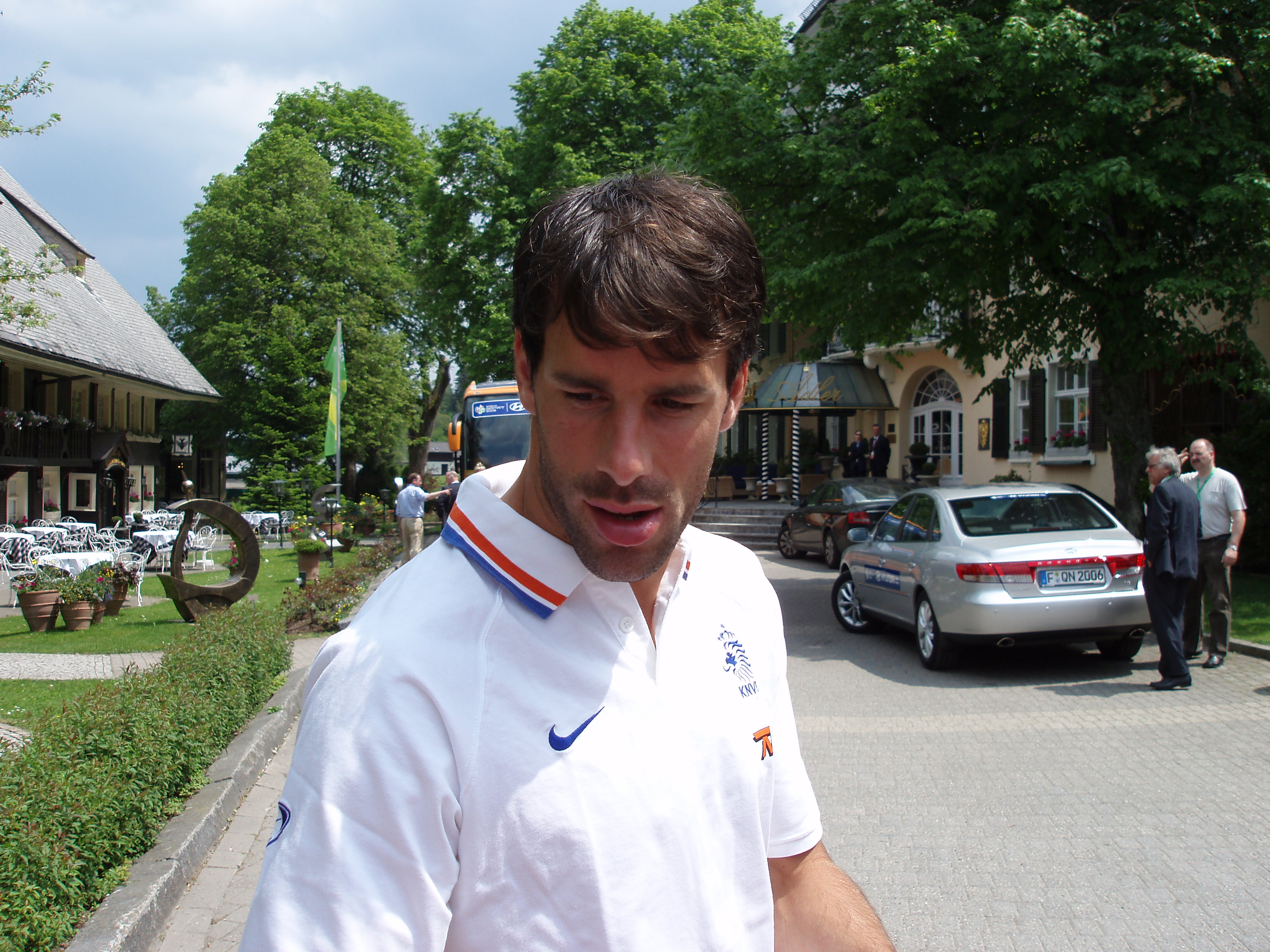
Van Nistelrooij durante un ritiro con la Nazionale

In Nazionale esordì appena ventiduenne contro la Germania, segnando il primo gol nel 1999 in un'amichevole contro il Marocco. Al Mondiale 1998 non venne convocato, e dovette saltare per infortunio anche gli Europei 2000, giocati in casa dai Paesi Bassi.
Quattro anni più tardi ha potuto partecipare a una manifestazione continentale, gli Europei 2004, segnando 4 gol in 5 partite.
Dopo aver aiutato i Paesi Bassi nelle qualificazioni è stato convocato per il campionato del mondo 2006 in Germania, in cui ha segnato un gol, ma non è stato messo in campo nell'ottavo di finale perso contro il Portogallo.
Il 23 gennaio 2007 ha annunciato che non giocherà più con la sua Nazionale, ma il 25 maggio, dopo essersi sentito più volte al telefono con il C.T., è tornato sui propri passi. È stato tra i 23 convocati della Nazionale di Marco van Basten per il campionato d'Europa 2008, dove ha segnato un gol contro l'Italia e uno contro la Russia.
Un mese dopo ha annunciato il suo addio alla Nazionale dichiarando di aver preso la scelta dopo aver valutato gli impegni con il Real Madrid e la selezione del suo paese ed aver concluso che sarebbe stato un impegno troppo gravoso per il suo fisico giocare con entrambe le squadre.
Tuttavia, dopo il buon inizio in campionato con l'Amburgo, il ct olandese Bert van Marwijk il 3 settembre 2010 lo convoca per le gare di qualificazione agli Europei 2012, il calciatore rientra quindi in nazionale, ritrovando anche il gol contro il San Marino.
In totale ha segnato 35 gol assestandosi al quinto posto tra i goleador alla pari con Faas Wilkes.

### Allenatore

#### Gli inizi
Dopo il mondiale 2014 entra nello staff insieme a Danny Blind di Guus Hiddink che è stato nominato nuovo commissario tecnico della nazionale olandese.
Il 29 giugno 2015 nonostante le dimissioni di Guus Hiddink e la nomina seguente di Danny Blind come nuovo commissario tecnico, rimane assistente e viene affiancato da Marco van Basten nel ruolo di vice.

#### PSV Eindhoven
Il 3 febbraio 2016 lascia il ruolo di assistente degli Oranje e accetta l'offerta di allenare i giovani dai diciassette ai diciannove anni del PSV Eindhoven. Due anni dopo viene promosso alla guida dell'Under-19 mentre dal 17 dicembre 2019 è anche assistente di Ronald Koeman in Nazionale. Il 7 gennaio 2021, ora alla guida dell’Under-18, viene annunciato che allenerà lo Jong PSV in Eerste Divisie a partire dalla stagione seguente ed è anche assistente del nuovo CT Frank de Boer in vista dell’Europeo.
Il 30 marzo 2022 viene annunciato che dalla stagione seguente allenerà la prima squadra al posto di Roger Schmidt. Esattamente quattro mesi più tardi al debutto vince la Supercoppa d'Olanda contro l'Ajax per 5-3 mettendo in bacheca il suo primo trofeo da allenatore. Il 30 aprile 2023 vince la Coppa d'Olanda ai rigori sempre contro i lancieri. Il 24 maggio seguente, a seguito di alcune frizioni con i membri della squadra (sia staff sia calciatori), lascia la squadra che in quel momento si trova al secondo posto in zona Champions a una giornata dal termine.

#### Manchester Utd
L'11 luglio 2024 torna al Manchester Utd, con cui sottoscrive un contratto biennale, nel ruolo di assistente dell'allenatore Erik ten Hag.
Dopo una serie di risultati negativi e con la squadra al 14º posto in campionato, il 28 ottobre 2024, in seguito all'esonero del tecnico olandese, il club inglese decide di promuoverlo ad interim allenatore della prima squadra. Due giorni dopo al debutto batte il Leicester City per 5-2 in Coppa di Lega. Il 1º novembre il club inglese ingaggia Rúben Amorim come nuovo tecnico, pagando la clausola rescissoria allo Sporting Lisbona, ma lui guida la squadra fino all'11 novembre successivo, con un pareggio e una vittoria in Premier contro il Chelsea (1-1) e il Leicester City (3-0) e una vittoria in Europa League contro il PAOK (2-0), lasciando la squadra al 13º posto in campionato all'arrivo del tecnico portoghese.

#### Leicester City
Pochi giorni dopo aver lasciato il Manchester United, il 29 novembre 2024 viene nominato nuovo tecnico del Leicester City, con il quale sottoscrive un contratto fino al 30 giugno 2027, prendendo le redini della squadra dopo la partita persa contro il Brentford, guidata ad interim da Ben Dawson, con la squadra quintultima in classifica con 10 punti dopo 13 turni. Il 3 dicembre al debutto ha la meglio sul West Ham Utd per 3-1. Nonostante il buon esordio, la gestione di van Nistelrooy si è rivelata fallimentare: la squadra ha ottenuto soltanto 4 vittorie, 3 pareggi e ben 18 sconfitte sotto la sua guida. Il Leicester ha mostrato grandi difficoltà sia in fase offensiva — con un record negativo di nove partite casalinghe consecutive senza segnare — sia difensiva, con una media di oltre 2 gol subiti a partita nelle ultime giornate. A causa di questo rendimento, il club è retrocesso in Championship al termine della stagione 2024-2025, chiudendo al terzultimo posto. La gestione tecnica di van Nistelrooy è stata duramente criticata dai media e dai tifosi per l'assenza di idee di gioco e la scarsa capacità di reagire nei momenti difficili. Il 27 giugno 2025 risolve consensualmente il contratto con la società.

## Statistiche

### Presenze e reti nei club
Tra club e nazionale, van Nistelrooy ha giocato globalmente 682 partite segnando 401 reti, alla media di 0,58 gol a partita.
Statistiche aggiornate al termine della carriera da calciatore.
| Stagione                 | Squadra                  | Campionato               | Campionato | Campionato | Coppe nazionali | Coppe nazionali | Coppe nazionali | Coppe continentali | Coppe continentali | Coppe continentali | Altre coppe | Altre coppe | Altre coppe | Totale | Totale |
| Stagione                 | Squadra                  | Comp                     | Pres       | Reti       | Comp            | Pres            | Reti            | Comp               | Pres               | Reti               | Comp        | Pres        | Reti        | Pres   | Reti   |
| ------------------------ | ------------------------ | ------------------------ | ---------- | ---------- | --------------- | --------------- | --------------- | ------------------ | ------------------ | ------------------ | ----------- | ----------- | ----------- | ------ | ------ |
| 1993-1994                | Den Bosch                | EE                       | 2          | 0          | CO              | 0               | 0               | -                  | -                  | -                  | -           | -           | -           | 2      | 0      |
| 1994-1995                | Den Bosch                | EE                       | 15         | 3          | CO              | 2               | 3               | -                  | -                  | -                  | -           | -           | -           | 17     | 6      |
| 1995-1996                | Den Bosch                | EE                       | 21         | 2          | CO              | 0               | 0               | -                  | -                  | -                  | -           | -           | -           | 21     | 2      |
| 1996-1997                | Den Bosch                | EE                       | 31         | 12         | CO              | 0               | 0               | -                  | -                  | -                  | -           | -           | -           | 31     | 12     |
| Totale Den Bosch         | Totale Den Bosch         | Totale Den Bosch         | 69         | 17         |                 | 2               | 3               |                    | -                  | -                  |             | -           | -           | 71     | 20     |
| 1997-1998                | Heerenveen               | ED                       | 31         | 13         | CO              | 5               | 3               | CI                 | 4                  | 0                  | -           | -           | -           | 40     | 16     |
| 1998-1999                | PSV                      | ED                       | 34         | 31         | CO              | 4               | 4               | UCL                | 7                  | 6                  | SO          | 1           | 0           | 46     | 41     |
| 1999-2000                | PSV                      | ED                       | 23         | 29         | CO              | 1               | 0               | UCL                | 8                  | 3                  | -           | -           | -           | 32     | 32     |
| 2000-2001                | PSV                      | ED                       | 10         | 2          | CO              | 2               | 2               | UCL                | 0                  | 0                  | SO          | 0           | 0           | 12     | 4      |
| Totale PSV               | Totale PSV               | Totale PSV               | 67         | 62         |                 | 7               | 6               |                    | 15                 | 9                  |             | 1           | 0           | 90     | 77     |
| 2001-2002                | Manchester United        | PL                       | 32         | 23         | FACup+CdL       | 2+0             | 2+0             | UCL                | 14                 | 10                 | CS          | 1           | 1           | 49     | 36     |
| 2002-2003                | Manchester United        | PL                       | 34         | 25         | FACup+CdL       | 3+4             | 4+1             | UCL                | 11                 | 12                 | -           | -           | -           | 52     | 44     |
| 2003-2004                | Manchester United        | PL                       | 32         | 20         | FACup+CdL       | 4+0             | 6+0             | UCL                | 7                  | 4                  | CS          | 1           | 0           | 44     | 30     |
| 2004-2005                | Manchester United        | PL                       | 17         | 6          | FACup+CdL       | 3+0             | 2+0             | UCL                | 7                  | 8                  | -           | -           | -           | 27     | 16     |
| 2005-2006                | Manchester United        | PL                       | 35         | 21         | FACup+CdL       | 2+2             | 0+1             | UCL                | 8                  | 2                  | -           | -           | -           | 47     | 24     |
| Totale Manchester United | Totale Manchester United | Totale Manchester United | 150        | 95         |                 | 20              | 16              |                    | 47                 | 38                 |             | 2           | 1           | 219    | 150    |
| 2006-2007                | Real Madrid              | PD                       | 37         | 25         | CR              | 3               | 2               | UCL                | 7                  | 6                  | -           | -           | -           | 47     | 33     |
| 2007-2008                | Real Madrid              | PD                       | 24         | 16         | CR              | 1               | 0               | UCL                | 7                  | 4                  | SS          | 1           | 0           | 33     | 20     |
| 2008-2009                | Real Madrid              | PD                       | 6          | 4          | CR              | 0               | 0               | UCL                | 4                  | 3                  | SS          | 2           | 3           | 12     | 10     |
| 2009-gen. 2010           | Real Madrid              | PD                       | 1          | 1          | CR              | 2               | 0               | UCL                | 1                  | 0                  | -           | -           | -           | 4      | 1      |
| Totale Real Madrid       | Totale Real Madrid       | Totale Real Madrid       | 68         | 46         |                 | 6               | 2               |                    | 19                 | 13                 |             | 3           | 3           | 96     | 64     |
| gen.-giu. 2010           | Amburgo                  | BL                       | 11         | 5          | CG              | 0               | 0               | UEL                | 7                  | 2                  | -           | -           | -           | 18     | 7      |
| 2010-2011                | Amburgo                  | BL                       | 25         | 7          | CG              | 1               | 3               | -                  | -                  | -                  | -           | -           | -           | 26     | 10     |
| Totale Amburgo           | Totale Amburgo           | Totale Amburgo           | 36         | 12         |                 | 1               | 3               |                    | 7                  | 2                  |             | -           | -           | 44     | 17     |
| 2011-2012                | Málaga                   | PD                       | 28         | 4          | CR              | 4               | 1               | -                  | -                  | -                  | -           | -           | -           | 32     | 5      |
| Totale carriera          | Totale carriera          | Totale carriera          | 449        | 249        |                 | 45              | 34              |                    | 92                 | 62                 |             | 6           | 4           | 592    | 349    |

### Cronologia presenze e reti in nazionale
| Cronologia completa delle presenze e delle reti in nazionale ― Paesi Bassi | Cronologia completa delle presenze e delle reti in nazionale ― Paesi Bassi | Cronologia completa delle presenze e delle reti in nazionale ― Paesi Bassi | Cronologia completa delle presenze e delle reti in nazionale ― Paesi Bassi | Cronologia completa delle presenze e delle reti in nazionale ― Paesi Bassi | Cronologia completa delle presenze e delle reti in nazionale ― Paesi Bassi | Cronologia completa delle presenze e delle reti in nazionale ― Paesi Bassi | Cronologia completa delle presenze e delle reti in nazionale ― Paesi Bassi |
| Data                                                                       | Città                                                                      | In casa                                                                    | Risultato                                                                  | Ospiti                                                                     | Competizione                                                               | Reti                                                                       | Note                                                                       |
| -------------------------------------------------------------------------- | -------------------------------------------------------------------------- | -------------------------------------------------------------------------- | -------------------------------------------------------------------------- | -------------------------------------------------------------------------- | -------------------------------------------------------------------------- | -------------------------------------------------------------------------- | -------------------------------------------------------------------------- |
| 18-11-1998                                                                 | Gelsenkirchen                                                              | Germania                                                                   | 1 – 1                                                                      | Paesi Bassi                                                                | Amichevole                                                                 | -                                                                          |                                                                            |
| 10-2-1999                                                                  | Parigi                                                                     | Paesi Bassi                                                                | 0 – 0                                                                      | Portogallo                                                                 | Amichevole                                                                 | -                                                                          |                                                                            |
| 28-4-1999                                                                  | Arnhem                                                                     | Paesi Bassi                                                                | 1 – 2                                                                      | Marocco                                                                    | Amichevole                                                                 | 1                                                                          |                                                                            |
| 5-6-1999                                                                   | Salvador                                                                   | Brasile                                                                    | 2 – 2                                                                      | Paesi Bassi                                                                | Amichevole                                                                 | -                                                                          |                                                                            |
| 8-6-1999                                                                   | Goiânia                                                                    | Brasile                                                                    | 3 – 1                                                                      | Paesi Bassi                                                                | Amichevole                                                                 | -                                                                          |                                                                            |
| 18-8-1999                                                                  | Copenaghen                                                                 | Danimarca                                                                  | 0 – 0                                                                      | Paesi Bassi                                                                | Amichevole                                                                 | -                                                                          |                                                                            |
| 4-9-1999                                                                   | Rotterdam                                                                  | Paesi Bassi                                                                | 5 – 5                                                                      | Belgio                                                                     | Amichevole                                                                 | -                                                                          |                                                                            |
| 9-10-1999                                                                  | Amsterdam                                                                  | Paesi Bassi                                                                | 2 – 2                                                                      | Argentina                                                                  | Amichevole                                                                 | -                                                                          |                                                                            |
| 13-11-1999                                                                 | Eindhoven                                                                  | Paesi Bassi                                                                | 1 – 1                                                                      | Rep. Ceca                                                                  | Amichevole                                                                 | -                                                                          |                                                                            |
| 23-2-2000                                                                  | Amsterdam                                                                  | Paesi Bassi                                                                | 2 – 1                                                                      | Germania                                                                   | Amichevole                                                                 | -                                                                          |                                                                            |
| 25-4-2001                                                                  | Eindhoven                                                                  | Paesi Bassi                                                                | 4 – 0                                                                      | Cipro                                                                      | Amichevole                                                                 | 1                                                                          |                                                                            |
| 2-6-2001                                                                   | Tallinn                                                                    | Estonia                                                                    | 2 – 4                                                                      | Paesi Bassi                                                                | Amichevole                                                                 | 2                                                                          |                                                                            |
| 15-8-2001                                                                  | Londra                                                                     | Inghilterra                                                                | 0 – 2                                                                      | Paesi Bassi                                                                | Amichevole                                                                 | 1                                                                          |                                                                            |
| 1-9-2001                                                                   | Dublino                                                                    | Irlanda                                                                    | 1 – 0                                                                      | Paesi Bassi                                                                | Qual. Mondiali 2002                                                        | -                                                                          |                                                                            |
| 5-9-2001                                                                   | Eindhoven                                                                  | Paesi Bassi                                                                | 5 – 0                                                                      | Estonia                                                                    | Qual. Mondiali 2002                                                        | 1                                                                          |                                                                            |
| 6-10-2001                                                                  | Arnhem                                                                     | Paesi Bassi                                                                | 4 – 0                                                                      | Andorra                                                                    | Qual. Mondiali 2002                                                        | 2                                                                          |                                                                            |
| 10-11-2001                                                                 | Copenaghen                                                                 | Danimarca                                                                  | 1 – 1                                                                      | Paesi Bassi                                                                | Amichevole                                                                 | -                                                                          |                                                                            |
| 13-2-2002                                                                  | Amsterdam                                                                  | Paesi Bassi                                                                | 1 – 1                                                                      | Inghilterra                                                                | Amichevole                                                                 | -                                                                          |                                                                            |
| 21-8-2002                                                                  | Oslo                                                                       | Norvegia                                                                   | 0 – 1                                                                      | Paesi Bassi                                                                | Amichevole                                                                 | -                                                                          |                                                                            |
| 7-9-2002                                                                   | Eindhoven                                                                  | Paesi Bassi                                                                | 3 – 0                                                                      | Bielorussia                                                                | Qual. Euro 2004                                                            | -                                                                          |                                                                            |
| 20-11-2002                                                                 | Gelsenkirchen                                                              | Germania                                                                   | 1 – 3                                                                      | Paesi Bassi                                                                | Amichevole                                                                 | 1                                                                          |                                                                            |
| 12-2-2003                                                                  | Amsterdam                                                                  | Paesi Bassi                                                                | 1 – 0                                                                      | Argentina                                                                  | Amichevole                                                                 | -                                                                          |                                                                            |
| 29-3-2003                                                                  | Rotterdam                                                                  | Paesi Bassi                                                                | 1 – 1                                                                      | Rep. Ceca                                                                  | Qual. Euro 2004                                                            | 1                                                                          |                                                                            |
| 2-4-2003                                                                   | Tiraspol                                                                   | Moldavia                                                                   | 1 – 2                                                                      | Paesi Bassi                                                                | Qual. Euro 2004                                                            | 1                                                                          |                                                                            |
| 7-6-2003                                                                   | Minsk                                                                      | Bielorussia                                                                | 0 – 2                                                                      | Paesi Bassi                                                                | Qual. Euro 2004                                                            | -                                                                          |                                                                            |
| 20-8-2003                                                                  | Bruxelles                                                                  | Belgio                                                                     | 1 – 1                                                                      | Paesi Bassi                                                                | Amichevole                                                                 | -                                                                          |                                                                            |
| 10-9-2003                                                                  | Praga                                                                      | Rep. Ceca                                                                  | 3 – 1                                                                      | Paesi Bassi                                                                | Qual. Euro 2004                                                            | -                                                                          |                                                                            |
| 15-11-2003                                                                 | Glasgow                                                                    | Scozia                                                                     | 1 – 0                                                                      | Paesi Bassi                                                                | Qual. Euro 2004                                                            | -                                                                          |                                                                            |
| 19-11-2003                                                                 | Amsterdam                                                                  | Paesi Bassi                                                                | 6 – 0                                                                      | Scozia                                                                     | Qual. Euro 2004                                                            | 3                                                                          |                                                                            |
| 18-2-2004                                                                  | Amsterdam                                                                  | Paesi Bassi                                                                | 1 – 0                                                                      | Stati Uniti                                                                | Amichevole                                                                 | -                                                                          |                                                                            |
| 29-5-2004                                                                  | Eindhoven                                                                  | Paesi Bassi                                                                | 0 – 1                                                                      | Belgio                                                                     | Amichevole                                                                 | -                                                                          |                                                                            |
| 1-6-2004                                                                   | Losanna                                                                    | Paesi Bassi                                                                | 3 – 0                                                                      | Fær Øer                                                                    | Amichevole                                                                 | -                                                                          |                                                                            |
| 5-6-2004                                                                   | Amsterdam                                                                  | Paesi Bassi                                                                | 0 – 1                                                                      | Irlanda                                                                    | Amichevole                                                                 | -                                                                          |                                                                            |
| 15-6-2004                                                                  | Porto                                                                      | Germania                                                                   | 1 – 1                                                                      | Paesi Bassi                                                                | Euro 2004 - 1º turno                                                       | 1                                                                          |                                                                            |
| 19-6-2004                                                                  | Aveiro                                                                     | Paesi Bassi                                                                | 2 – 3                                                                      | Rep. Ceca                                                                  | Euro 2004 - 1º turno                                                       | 1                                                                          |                                                                            |
| 23-6-2004                                                                  | Braga                                                                      | Paesi Bassi                                                                | 3 – 0                                                                      | Lettonia                                                                   | Euro 2004 - 1º turno                                                       | 2                                                                          |                                                                            |
| 26-6-2004                                                                  | Faro                                                                       | Svezia                                                                     | 0 – 0 dts (4 – 5 dtr)                                                      | Paesi Bassi                                                                | Euro 2004 - Quarti di finale                                               | -                                                                          |                                                                            |
| 30-6-2004                                                                  | Lisbona                                                                    | Portogallo                                                                 | 2 – 1                                                                      | Paesi Bassi                                                                | Euro 2004 - Semifinale                                                     | -                                                                          |                                                                            |
| 13-10-2004                                                                 | Amsterdam                                                                  | Paesi Bassi                                                                | 3 – 1                                                                      | Finlandia                                                                  | Amichevole                                                                 | 2                                                                          |                                                                            |
| 17-11-2004                                                                 | Barcellona                                                                 | Paesi Bassi                                                                | 3 – 0                                                                      | Andorra                                                                    | Qual. Mondiali 2006                                                        | -                                                                          |                                                                            |
| 26-3-2005                                                                  | Bucarest                                                                   | Romania                                                                    | 0 – 2                                                                      | Paesi Bassi                                                                | Qual. Mondiali 2006                                                        | -                                                                          |                                                                            |
| 30-3-2005                                                                  | Eindhoven                                                                  | Paesi Bassi                                                                | 2 – 0                                                                      | Armenia                                                                    | Qual. Mondiali 2006                                                        | 1                                                                          |                                                                            |
| 4-6-2005                                                                   | Rotterdam                                                                  | Paesi Bassi                                                                | 2 – 0                                                                      | Romania                                                                    | Qual. Mondiali 2006                                                        | -                                                                          |                                                                            |
| 8-6-2005                                                                   | Helsinki                                                                   | Finlandia                                                                  | 0 – 4                                                                      | Paesi Bassi                                                                | Amichevole                                                                 | 1                                                                          |                                                                            |
| 17-8-2005                                                                  | Rotterdam                                                                  | Paesi Bassi                                                                | 2 – 2                                                                      | Germania                                                                   | Amichevole                                                                 | -                                                                          |                                                                            |
| 3-9-2005                                                                   | Erevan                                                                     | Armenia                                                                    | 0 – 1                                                                      | Paesi Bassi                                                                | Qual. Mondiali 2006                                                        | 1                                                                          |                                                                            |
| 7-9-2005                                                                   | Eindhoven                                                                  | Paesi Bassi                                                                | 4 – 0                                                                      | Andorra                                                                    | Qual. Mondiali 2006                                                        | 2                                                                          |                                                                            |
| 8-10-2005                                                                  | Praga                                                                      | Rep. Ceca                                                                  | 0 – 2                                                                      | Paesi Bassi                                                                | Qual. Mondiali 2006                                                        | -                                                                          |                                                                            |
| 12-10-2005                                                                 | Amsterdam                                                                  | Paesi Bassi                                                                | 0 – 0                                                                      | Macedonia                                                                  | Qual. Mondiali 2006                                                        | -                                                                          |                                                                            |
| 27-5-2006                                                                  | Rotterdam                                                                  | Paesi Bassi                                                                | 1 – 0                                                                      | Camerun                                                                    | Amichevole                                                                 | 1                                                                          |                                                                            |
| 4-6-2006                                                                   | Rotterdam                                                                  | Paesi Bassi                                                                | 1 – 1                                                                      | Australia                                                                  | Amichevole                                                                 | 1                                                                          |                                                                            |
| 11-6-2006                                                                  | Lipsia                                                                     | Serbia e Montenegro                                                        | 0 – 1                                                                      | Paesi Bassi                                                                | Mondiali 2006 - 1º turno                                                   | -                                                                          |                                                                            |
| 16-6-2006                                                                  | Stoccarda                                                                  | Paesi Bassi                                                                | 2 – 1                                                                      | Costa d'Avorio                                                             | Mondiali 2006 - 1º turno                                                   | 1                                                                          |                                                                            |
| 21-6-2006                                                                  | Francoforte                                                                | Paesi Bassi                                                                | 0 – 0                                                                      | Argentina                                                                  | Mondiali 2006 - 1º turno                                                   | -                                                                          |                                                                            |
| 22-8-2007                                                                  | Ginevra                                                                    | Svizzera                                                                   | 2 – 1                                                                      | Paesi Bassi                                                                | Amichevole                                                                 | -                                                                          |                                                                            |
| 8-9-2007                                                                   | Amsterdam                                                                  | Paesi Bassi                                                                | 2 – 0                                                                      | Bulgaria                                                                   | Qual. Euro 2008                                                            | 1                                                                          |                                                                            |
| 12-9-2007                                                                  | Tirana                                                                     | Paesi Bassi                                                                | 0 – 1                                                                      | Albania                                                                    | Qual. Euro 2008                                                            | 1                                                                          |                                                                            |
| 13-10-2007                                                                 | Bucarest                                                                   | Romania                                                                    | 1 – 0                                                                      | Paesi Bassi                                                                | Qual. Euro 2008                                                            | -                                                                          |                                                                            |
| 17-11-2007                                                                 | Rotterdam                                                                  | Paesi Bassi                                                                | 1 – 0                                                                      | Lussemburgo                                                                | Qual. Euro 2008                                                            | -                                                                          |                                                                            |
| 29-5-2008                                                                  | Eindhoven                                                                  | Paesi Bassi                                                                | 1 – 1                                                                      | Danimarca                                                                  | Amichevole                                                                 | 1                                                                          |                                                                            |
| 1-6-2008                                                                   | Rotterdam                                                                  | Paesi Bassi                                                                | 2 – 0                                                                      | Galles                                                                     | Amichevole                                                                 | -                                                                          |                                                                            |
| 9-6-2008                                                                   | Berna                                                                      | Paesi Bassi                                                                | 3 – 0                                                                      | Italia                                                                     | Euro 2008 - 1º turno                                                       | 1                                                                          |                                                                            |
| 13-6-2008                                                                  | Berna                                                                      | Paesi Bassi                                                                | 4 – 1                                                                      | Francia                                                                    | Euro 2008 - 1º turno                                                       | -                                                                          |                                                                            |
| 21-6-2008                                                                  | Basilea                                                                    | Paesi Bassi                                                                | 1 – 3 dts                                                                  | Russia                                                                     | Euro 2008 - Quarti di finale                                               | 1                                                                          |                                                                            |
| 3-9-2010                                                                   | Serravalle                                                                 | San Marino                                                                 | 0 – 5                                                                      | Paesi Bassi                                                                | Qual. Euro 2012                                                            | 1                                                                          |                                                                            |
| 7-9-2010                                                                   | Rotterdam                                                                  | Paesi Bassi                                                                | 2 – 1                                                                      | Finlandia                                                                  | Qual. Euro 2012                                                            | -                                                                          |                                                                            |
| 12-10-2010                                                                 | Amsterdam                                                                  | Paesi Bassi                                                                | 4 – 1                                                                      | Svezia                                                                     | Qual. Euro 2012                                                            | -                                                                          |                                                                            |
| 9-2-2011                                                                   | Eindhoven                                                                  | Paesi Bassi                                                                | 3 – 1                                                                      | Austria                                                                    | Amichevole                                                                 | -                                                                          |                                                                            |
| 25-3-2011                                                                  | Budapest                                                                   | Ungheria                                                                   | 0 – 4                                                                      | Paesi Bassi                                                                | Qual. Euro 2012                                                            | -                                                                          |                                                                            |
| 29-3-2011                                                                  | Amsterdam                                                                  | Paesi Bassi                                                                | 5 – 3                                                                      | Ungheria                                                                   | Qual. Euro 2012                                                            | 1                                                                          |                                                                            |
| Totale                                                                     |                                                                            | Presenze                                                                   | 70                                                                         |                                                                            | Reti (6º posto)                                                            | 35                                                                         |                                                                            |

### Statistiche da allenatore
Statistiche aggiornate al 25 maggio 2025.
| Stagione        | Squadra         | Campionato      | Campionato | Campionato | Campionato | Campionato | Coppe nazionali | Coppe nazionali | Coppe nazionali | Coppe nazionali | Coppe nazionali | Coppe continentali | Coppe continentali | Coppe continentali | Coppe continentali | Coppe continentali | Altre coppe | Altre coppe | Altre coppe | Altre coppe | Altre coppe | Totale | Totale | Totale | Totale | % Vittorie | Piazzamento       |
| Stagione        | Squadra         | Comp            | G          | V          | N          | P          | Comp            | G               | V               | N               | P               | Comp               | G                  | V                  | N                  | P                  | Comp        | G           | V           | N           | P           | G      | V      | N      | P      | %          | Piazzamento       |
| --------------- | --------------- | --------------- | ---------- | ---------- | ---------- | ---------- | --------------- | --------------- | --------------- | --------------- | --------------- | ------------------ | ------------------ | ------------------ | ------------------ | ------------------ | ----------- | ----------- | ----------- | ----------- | ----------- | ------ | ------ | ------ | ------ | ---------- | ----------------- |
| 2022-mag. 2023  | PSV             | ED              | 33         | 22         | 6          | 5          | CO              | 5               | 4               | 1               | 0               | UCL+UEL            | 4+8                | 0+5                | 3+1                | 1+2                | SO          | 1           | 1           | 0           | 0           | 51     | 32     | 11     | 8      | 62,75      | Dimis.            |
| ott.-nov. 2024  | Manchester Utd  | PL              | 2          | 1          | 1          | 0          | FACup+CdL       | 0+1             | 0+1             | 0+0             | 0+0             | UEL                | 1                  | 1                  | 0                  | 0                  | CS          | -           | -           | -           | -           | 4      | 3      | 1      | 0      | 75,00      | Ad interim        |
| nov. 2024-2025  | Leicester City  | PL              | 25         | 4          | 3          | 18         | FACup+CdL       | 2+0             | 1+0             | 0+0             | 1+0             | -                  | -                  | -                  | -                  | -                  | -           | -           | -           | -           | -           | 27     | 5      | 3      | 19     | 18,52      | Sub., 18º (retr.) |
| Totale carriera | Totale carriera | Totale carriera | 60         | 27         | 10         | 23         |                 | 8               | 6               | 1               | 1               |                    | 13                 | 6                  | 4                  | 3                  |             | 1           | 1           | 0           | 0           | 82     | 40     | 15     | 27     | 48,78      |                   |

## Palmarès

### Giocatore

#### Club
- Supercoppa dei Paesi Bassi: 2

PSV Eindhoven: 1998, 2000
- Campionato olandese: 2

PSV Eindhoven: 1999-2000, 2000-2001
- Campionato inglese: 1

Manchester United: 2002-2003
- Community Shield: 1

Manchester United: 2003
- Coppa d'Inghilterra: 1

Manchester United: 2003-2004
- Coppa di Lega inglese: 1

Manchester United: 2005-2006
- Campionato spagnolo: 2

Real Madrid: 2006-2007, 2007-2008
- Supercoppa di Spagna: 1

Real Madrid: 2008

#### Individuale
- Capocannoniere della Eredivisie: 2

1998-1999 (31 gol), 1999-2000 (29 gol)
- Calciatore olandese dell'anno: 2

1999, 2000
- Capocannoniere della UEFA Champions League: 3

2001-2002 (10 gol), 2002-2003 (12 gol), 2004-2005 (8 gol)
- ESM Team of the Year: 1

2001-2002
- Giocatore dell'anno della PFA: 1

2002
- Capocannoniere della Premier League: 1

2002-2003 (25 gol)
- Miglior Giocatore UEFA: 1

Miglior attaccante: 2003
- Pichichi: 1

2006-2007 (25 gol)
- FIFA 100 (2004)
- Miglior attaccante del decennio IFFHS: 1

2001-2011 (86 gol)

### Allenatore
- Supercoppa dei Paesi Bassi: 1

PSV: 2022
- Coppa dei Paesi Bassi: 1

PSV: 2022-2023